# Pilarik István (lelkész, 1615–1693)
Idősebb Pilarik István (Nagyócsa, 1615. – Neu-Salza, 1693. február 8.) evangélikus lelkész.

## Élete
Pilarik István szintén lelkész, és Masurka Anna fia. Ocsován született, hol atyja ekkor telepedett meg a paplakban. Nyolcéves korában szülei nagyanyjához Masurka Ludmillához küldték Németlipcsére, ahonnét azonban csakhamar visszavágyott szüleihez. 15 éves korában Bártfára ment a Stöckel Lénárd által alapított intézetbe, ahol azonban egyszerre mintegy háromnegyed évre hangját teljesen elveszítette; emiatt a városi orgonistákhoz szegődött be famulusnak. Később, hogy a hangját visszanyerte, az orgonista gyermekeinek magántanítója lett; egyszersmind tanulmányait is folytatta. 18 éves korában felsőbb tanulmányainak elvégzése végett Selmecbányára ment; itt azonban megbetegedett és kénytelen volt hazamenni szüleihez; felgyógyulása után ismét ott folytatta teológiai s filozófiai tanulmányait s lelkészi teendőkbe is begyakorolta magát.
Alig végezte tanulását, 21 éves korában Hibbe községe (Liptó megye) hívta meg kántortanítónak, de ezt, fiatal korát tekintve, nem fogadta el; ekkor kapta Kalinka Joachim illavai lelkész és szuperintendens levelét, aki őt az Osztrosith bárók nevében az ezek patronátusa alatt álló illavai egyházhoz kántortanítónak hívta meg; ezt el is fogadta, s ott az isteni tisztelet zenei részét egészen újjászervezte. Ez idő alatt édesatyja meggyengülvén, segédül hívta őt magához. Előbb 1639. március 4-én Zólyomban beható vizsga után Lányi Gergely superintendens őt a lelkészi teendők végzésére felszentelte. Még el se foglalhatta lelkészsegédi állását, midőn Csáky László gróf a jezsuiták bujtogatására, megvonta atyjának adott szavát és őt megfosztotta papi állásától, mire másik fiához, Pilarik Ezsaiás teplici paphoz vonult vissza. Fia Pilarik István pedig vándorútra kelt; Madách Gáspár és György pártfogásukba vették és Alsósztregován megtartott próbaprédikáció után lelkészül választották. Hét évig működött itt. Gácson, midőn Forgách Ádám udvarában prédikált, beszéde vége felé a szószékről ájultan fordult le s négy hétre beszélőképességét és érzékeit elvesztette. 1647 elején öccsét Pilarik Ezsaiást a mateóciak választották meg lelkészüknek, őt pedig a tepliciek hívták meg; ő ezen meghívást szívesen fogadta, hogy száműzetésben élő szüleit is gondozhassa, és húsvét előtt 14 nappal odaköltözött.
1649-ben már Szentandráson (Liptó megye) volt pap. 1651-ben gróf Illésházy Gáborné (Széchi Éva) meghívására Trencsénbe ment lelkésznek. Itt térítésével az Illésházi grófi családban is sikert aratott; Lingo jezsuita páter zaklatásai miatt sok kellemetlenséget kellett elviselnie. 1662-ben pártfogója a grófné is meghalt és ő a beckóiak meghívását fogadta el és odament lelkésznek. I. Lipót uralkodásával komoly vészek tornyosultak a protestánsokra; Lippay érsek Pilarikot is megidéztette a nagyszombati apostoli szék elé, a római katolikusok által támasztott képzelt vétség miatt; Pilarik azonban nem ment el az idézésre, hanem 1659-ben kimerítő tudósítást küldött a pozsonyi országgyűlés evangélikus rendjeinek.
1660-ban Nádasdy Ferenc gróf országbíró parancsot küldött Beckóra, hogy Pilarik rögtön hagyja el egyházát; midőn ez nem engedelmeskedett, huszárcsapatot menesztett oda, mely vagy 500 csőcseléknéppel együtt megtámadta Beckót, de visszaverték őket. Ugyancsak Nádasdy gróftól ezután is üldöztetett, emberi vagyonától, könyveitől megfosztották. 1662-ben húsvét és karácsony ünnepén Esterházy László gróf zavarta embereivel s megrohanta a paplakot, úgy hogy Pilarik alig hogy megmenthette életét. Nem csoda, hogy Pilarik ily viszonyok között a megváltás igéjeként vette 1663 nyarán Nyári Lajos grófnak és a szenici tanácsnak meghívását a szenici parókiára. Már Szenicen volt, midőn azon év szeptemberében egy portyázó török csapat, menekülése közben, elfogta. Galgóc alá hurcolták, verték, kínozták, végül negyednapra török vásárra vitték, ahol egy Vulkuli nevű oláh kapitány vette meg 80 birodalmi tallérért; ez felismervén Pilarikban a művelt embert és papot, jól bánt vele s asztalához ültette.
Fogságából egy bojár segítségével megszökött és Komáromba, Győrbe, Magyaróvárra s Köpcsénbe jutott Liszti báró kastélyába; ez ajánlólevéllel Montecuccoli generálishoz küldte, ki akkor Pozsony alatt táborozott. Ez fényesen megajándékozta s Pozsonyba küldte, hol Pilarik fiai, István és Jeremiás akkor tanulók voltak. Innét október 31-én érkezett Szenicre. 1664-től 1670-ig egyúttal esperese volt a berencsi esperességnek. Megindult az alkotmány felfüggesztését követő vallásüldözés és Balassa Bálint báró korponai kapitány lovascsapat élén jött Kollonich Lipót püspök megbízásából Szenicre, s a templom kulcsait követelte, a tanács azonban, mivel Balassa a királyi megbízó levelet előmutatni nem tudta, nem engedelmeskedett.
1672-ben a vasas németek Szenicen a paplakot feldúlták, Pilarik ingóságait és könyvtárát elrabolva, őt Szobotisztba hurcolták. Azonban Kollonich Kristóf gróf Nagylévárton pártfogásába vette, kastélyába fogadta, sőt még családját is utána hozatta. Kollonich Lipót püspök itt is üldözte, úgy hogy bujdokolnia, rejtőzködnie kellett. Végül maga is átlátta, hogy ily körülmények közt nincsen maradása a hazában, tehát 1673-ban Boroszlóba menekült, innét szeptember 18-án Zittauba s adventben Budissinbe ment; mindenütt szívesen fogadták és ajándékokkal halmozták el. 1674. március 27-én levelet kapott Saltzai Anna Katalintól, hogy az általa alapított Neu-Salza nevű városkában az oda telepített száműzöttek gyülekezetének legyen a lelkésze; amit el is fogadott. Volt tehát biztos hajléka, ahová családját is maga mellé vette. Az általa gyűjtött pénzből templomot építtetett és azt 1677. július 12-én fel is szentelte. Ugyanazon év és hó 17-én meghalt neje. 1678-ban megírta emlékezéseit, 1681-ben szintén száműzött fivérének, Pilarik Ezsaiásnak koporsója fölött tartott beszédet. Végre elaggva, 1689-ben fiát Pilarik Istvánt, ki Modorban lett pap, hívta magához gyámolítóul és segédül. Neu-Salzában hunyt el, 1693-ban.

## Művei
- Favus Destillans, seu Gemitus Dominicales et Festivales Evangelicorum ... 1648. (Csepegő lépesméz. Egyházi beszédei).
- Harpha Davidica, meditationes hebdomades. Trencsén, 1651. (Tót prédikácziók).
- Pamatné Prihodi Stepana Pilárika Szeniczkého nekdy Kneze Leta Páne 1663. od Tatáru zajatého ale zwlásstnim rizenim Bozsim ze vajeti vyszvobozeného. Zsolna, 1666. (Melyben tatár fogságban kiállott szenvedéseit versekben leírta.).
- Ευϕημια In bene meritam Doctoralem Cidarim In Incluta Panegyri Wittebergensi eollatam ... Johanni-Andreae Lucio ... Anno FaX DresDae, LuCIVs, raDIante ornatVr honore. Die IV. Decemb. acclamata ... Wittebergae (1672).
- Currus Jehovae mirabilis, Das ist, Ein Wunderbahrer Wagen des Allerhöchsten; Auf welchem Er, wie von Anfang her, also auch noch heute zu Tage, als ein wunderbahrer Gott und Führer, seine Heiligen und Gläubigen so wunderlich über Berg und Thal, durchs Feuer und Wasser, Feind und Freund &c. in dieser argen Welt führet, bisz Er sie endlich auf Eliae Himmels-Wagen durch einen seeligen Toid in die ewige Ruhe eingeführet hat, Dargethan durch Stephanum Pilarikium, den Eltesten, an sieben unterschiedlichen Oertern in Ungarn, letzlich in Marckfleck Senitz gewesenen Pfarrern, wie auch des Löblichen Berentsischen Consistorii per decennium Seniorem: anietzo aber nach vielfältigen und hochbekümmerlichen Exilio aus Hungarn der exulirenden Christlichen Gemeine zu Neu Saltza im Marggraffthumb Meissen verordneten Prediger: Mit Lehr, Vermahnung und Trost-Sprüchen wie auch seinem eigenem Exempel, Allen frommen mit Creutz und Trübsal belegten Christlichen Hertzen zur Lehr, Trost, Erinnerung und Aufmunterung Im jahr M. DC. LXXIIX ... Wittenberg. (A szerző rézmetszetű arczképével.)
- Turcico-Tartarica Crudelitas, Das ist. Derer Türcken und Tartarn Grausamkeit, In welche Anno 1683. den 3. Septembr. durch des Allergerechtesten Gottes allweisen Verhängniss, nebst einer grossen Anzahl frommer Christen, unverhofft gerathen ist, Kräftig darin erhalten und endlich wunderlich daraus erlöset worden . . . . Auf etlicher Gott-ergebener hertzen inständiges und freundliches Anhalten aufs neue zusammen gebracht und zum Druck befördert, allen frommen Christen-Seelen zur Warnung, Unterricht und Erinnerung, Anno 1684. Budissin.

Klein még három munkáját sorolja fel, melyeket ki is nyomatott, valószínű hogy elégették; ezek: Primi labores et continuationes Joannis Hermanni; Salomonea postilla Joannis Gerhardi; Postilla Tilesii in tabellas synopticas redacta; bővebb könyvészeti leírásukat azonban nem adja; miután eddig elő nem kerültek, meglehet az is, hogy csak kéziratban voltak meg. Alkalmi költeményei is vannak.